# Straßenlauf-Länderkampf der Männer 1975 BR Deutschland – Niederlande – Schweiz
| 2. Leichtathletik-Länderkampf mit bundesdeutscher Beteiligung 1975       | 2. Leichtathletik-Länderkampf mit bundesdeutscher Beteiligung 1975 |
| ------------------------------------------------------------------------ | ------------------------------------------------------------------ |
|                                                                          |                                                                    |
| Straßenlauf-Vergleich der Männer: BR Deutschland – Niederlande – Schweiz |                                                                    |
| Austragungsort                                                           | Berlin                                                             |
| Wettbewerbe                                                              | 1                                                                  |
| Datum                                                                    | 24. Mai                                                            |
| 1. SUI 2. FRG 3. NLD                                                     | 8:01:49‚2 h 8:05:58‚2 h 8:16:10,2 h                                |
| Chronik                                                                  |                                                                    |
| ← FRG-ROU 10kampf (Männer)                                               | GBR-FRG-MEX Geher (M) →                                            |

Der zweite Vergleich des Länderkampfjahres 1975 wurde zwischen den Straßenläufern aus der Bundesrepublik Deutschland, der Schweiz und den Niederlanden ausgetragen. Die Begegnung fand am 24. Mai in Berlin statt und war der einzige Länderkampf im Straßenlauf in diesem Jahr. Dieses Aufeinandertreffen dreier Länder gab es nun schon zum dreizehnten Mal. In den ersten elf vorangegangenen Begegnungen hatten immer die bundesdeutschen Läufer vorne gelegen, doch im Vorjahr hatte sich zum ersten Mal das Team aus der Schweiz vor der bundesdeutschen Mannschaft platziert.

## Modus
Wie immer in den Straßenlauf-Länderkämpfen wurde ein Rennen über dreißig Kilometer durchgeführt. Jede Nation konnte sechs Läufer stellen, von denen die fünf Besten über die Addition ihrer Zeiten gewertet wurden. Die Niederlande trat mit nur fünf Vertretern an, die alle in die Wertung kamen.

## Ergebnis
In der Einzelwertung lag ein Niederländer vor einem Deutschen vorn. Doch mit den weiteren Platzierungen und vor allem mit ihrer Gesamtzeit waren die Schweizer Vertreter wieder am besten. In 8:01:49‚2 Stunden lag die Schweiz am Ende etwas mehr als vier Minuten vor den bundesdeutschen Teilnehmern, die ihrerseits gut zehn Minuten Vorsprung vor den drittplatzierten Niederländern hatten.

### 30-km-Straßenlauf
| Platz | Athlet                         | Land | Zeit (h)  |
| ----- | ------------------------------ | ---- | --------- |
| 01    | Henk Kalf                      | NLD  | 1:34:06‚6 |
| 02    | Wolf-Dieter Poschmann          | FRG  | 1:34:34‚0 |
| 03    | Albrecht Moser                 | SUI  | 1:34:43,8 |
| 04    | Anton Gorbunow                 | FRG  | 1:34:48‚2 |
| 05    | Cor Vriend                     | NLD  | 1:34:51‚8 |
| 06    | Hans Dähler                    | SUI  | 1:35:05,0 |
| 07    | Richard Umberg                 | SUI  | 1:36:56,8 |
| 08    | Martin Jaggi                   | SUI  | 1:37:05,2 |
| 09    | Wis van Houten                 | NLD  | 1:37:48‚4 |
| 10    | Max Walti                      | SUI  | 1:37:58‚4 |
| 11    | Clemens Schneider-Strittmatter | FRG  | 1:38:26‚0 |
| 12    | Rainer Schwarz                 | FRG  | 1:38:43‚0 |
| 13    | Wolfgang Siefert               | FRG  | 1:39:27‚0 |
| 14    | Albert Rohrer                  | SUI  | 1:41:13,0 |
| 15    | Azad Guikema                   | NLD  | 1:42:08‚4 |
| 16    | Falko Will                     | FRG  | 1:42;31,6 |
| 17    | Joop Keizer                    | NLD  | 1:47:15,0 |